# 犬江釜峡
犬江釜峡（けんこうふきょう）は、大分県豊後大野市犬飼地区の一級水系大野川中流にある渓谷。

## 概要
大野川に沿って走る国道10号から国道326号が分岐し大野川をまたぐ犬飼大橋のやや上流で、支流の野津川が合流する地点付近に約1kmにわたって続く渓谷である。犬江釜峡という名は、この地を愛したびたび訪れた南画家の田能村竹田が名づけたものといわれる。
両岸は凝灰岩の絶壁で、千貫ガ岩、仙人穴、夫婦岩などの奇岩が点在する。秋は紅葉が美しい。カヌーコースや鮎釣りのポイントとしても知られている。河川沿いには遊歩道が整備されており、1997年には河川公園のリバーパーク犬飼が開園している。